# Andrea Tafi (Künstler)

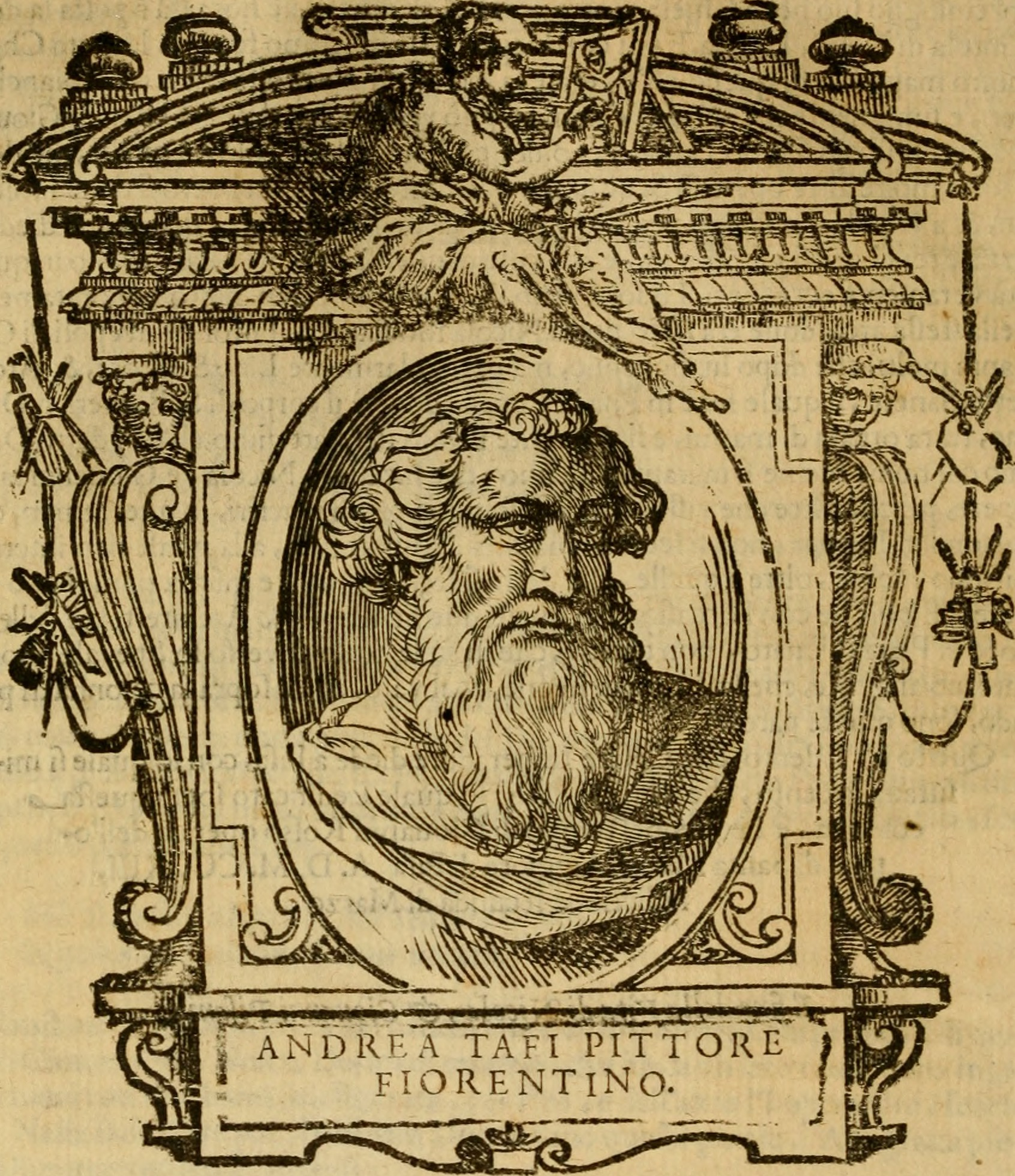
Bildnis von Tafi in den Vite von Vasari, Ausgabe 1648

Andrea Tafi war ein italienischer Künstler, der zwischen 1300 und 1325 wirkte. Sein bekanntestes Werk sind die Mosaiken in der Basilika Santa Maria del Fiore in Florenz. Nach den Angaben in Giorgio Vasaris Vite war Andrea Tafi ein Maler aus Florenz, der im Jahr 1213 geboren wurde und 1294 starb.